# Friedrich Schauta

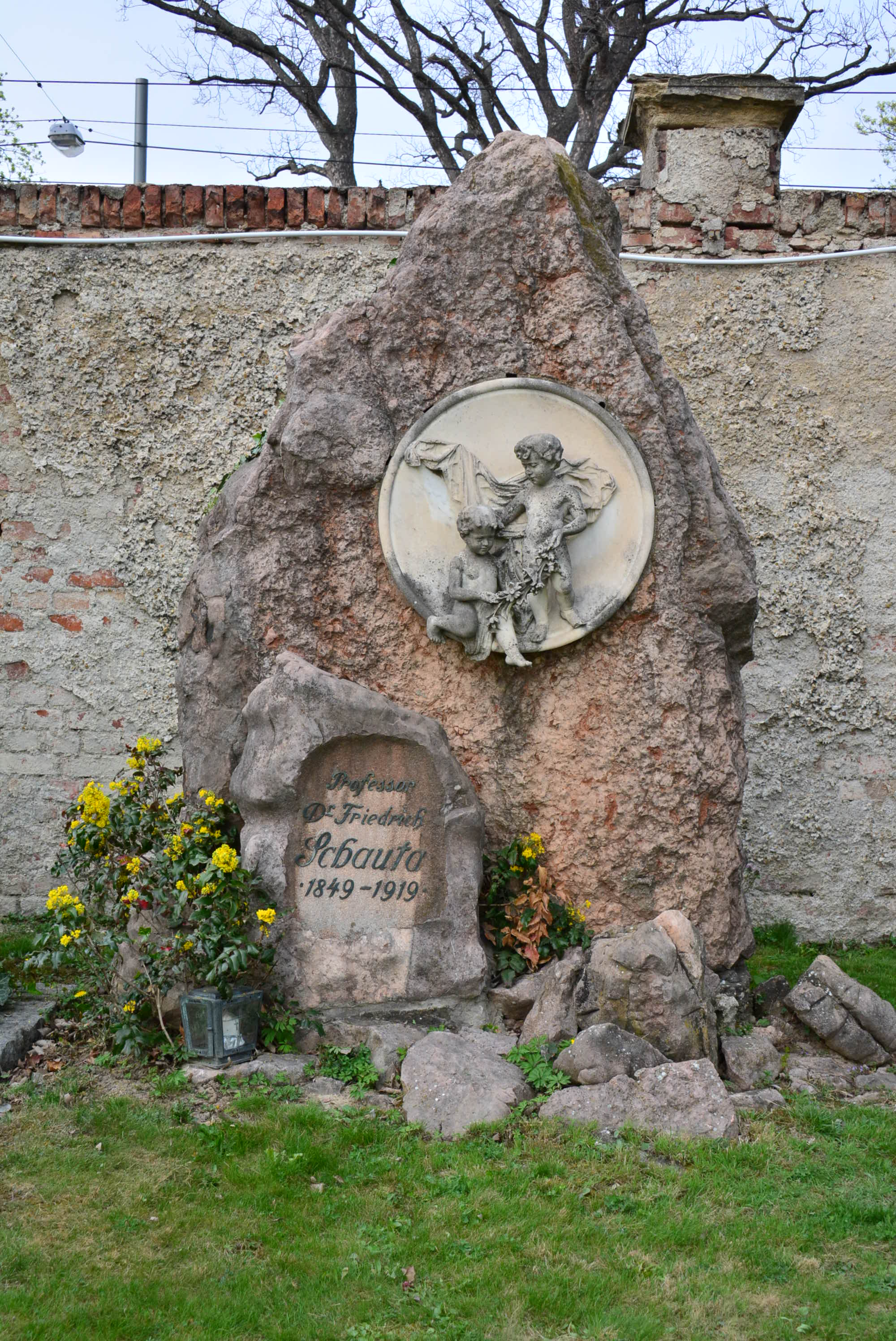
Grobowiec profesora na Cmentarzu Centralnym w Wiedniu

Friedrich Schauta (ur. 15 lipca 1849 w Wiedniu, zm. 10 stycznia 1919 tamże) – austriacki ginekolog. Studiował w Wiedniu, Innsbrucku i Würzburgu. 
Od 1876 do 1881 roku pracował w klinice położniczej i ginekologicznej w Wiedniu u Spätha. W 1881 roku został privatdozentem i podjął praktykę w Innsbrucku. W 1883 oku został profesorem nadzwyczajnym, a rok później profesorem zwyczajnym.

## Prace
- Grundriss der operativen Geburtshilfe. Wien-Leipzig, 13. Auflage 1896.
- Diagnose der Frühstadien chronischer Salpingitis. Archiv für Gynäkologie XXXIII.
- Gynäkologischer Beinhalter. Prager Medizinische Wochenschrift, 1889.
- Cystische Myome. Zeitschrift für Heilkunde. X.
- Die Beckenanomalien. In Müller’s Handbuch der Geburtshilfe, 2. Auflage; Stuttgart, 1888.
- Cloakenbildung. Archiv für Gynäkologie, Berlin, XXXIX.
- Indicationsstellung der vaginalen Totalexstirpation. Archiv für Gynäkologie, Berlin, XXXIX.
- Indication und Technik der vaginalen Totalexstirpation. Zeitschrift für Heilkunde. 1891.
- Beitr. zur Lehre von der Extrauterinenschwangerschaft. Prag, 1891.
- Behandlung des normalen Wochenbettes. Berlin, 1892.
- Indication und Technik der Adnexoperationen. Verhandlungen der deutschen Gesellschaft für Gynäkologie, 1893.
- Operation fixierter Blasenscheidenfisteln. Monatsschrift für Geburtshilfe und Gynäkologie, I.
- Operation von Mastdarmscheidenfisteln. Verhandlungen der deutschen Gesellschaft für Gynäkologie, 1896.
- Sectio caesarea vaginalis. Heilkunde, 1898.
- Lehrbuch der gesamten Gynäkologie. Leipzig-Wien, 1895-1894. (italienische Übersetzung Turin, 1898; 3. Auflage, 1906-1907.)
- Die Österreichischen Gebäranstalten 1848-1898. In: Österreichische Wohlfahrtseinrichtungen, 3. Auflage; Wien, 1901.
- Hitschamnn, Schauta. Tabulae gynaecologicae. Wien, 1905.
- Die erweiterte vaginale Totalexstirpation des Uterus bei Kollumkarzinom. Wien-Leipzig, 1908.
- Die Frau mit 50 Jahren. Wien, 1915.